# Hostal de la Corda
L'Hostal de la Corda és un antic hostal del municipi de la Vall d'en Bas, instal·lat en un gran casal del segle xvii. El 26 de març de 1875, hi tingué lloc l'entrevista secreta dels generals Arsenio Martínez Campos i Francesc Savalls, que comportà, de fet, la fi de la resistència carlina a Catalunya.